# Jasper Somsen
Jasper Somsen (* 4. März 1973 in Bennekom) ist ein niederländischer Jazzmusiker (Kontrabass, Komposition).

## Leben und Wirken
Somsen studierte am Konservatorium von Amsterdam, wo er sowohl mit einem Master in Jazz als auch in klassischem Kontrabass abschloss.
Anschließend arbeitete Somsen mit Musikern wie Peter Erskine, Joey Calderazzo, Jeff Ballard,  Eric Marienthal, Seamus Blake, Kendrick Scott, Justin Faulkner, E. J. Strickland, André Ceccarelli, Gary Husband, Gabriele Mirabassi und Paulus Schäfer. Seit 2001 hat er zudem viele Filmmusiken live aufgeführt und aufgenommen.
Somsen leitet sein Jasper Somsen Synergy Trio, zu dem Florian Zenker und Christian Pabst bzw. Yotam Silberstein und Jean-Michel Pilc gehören. Es tritt auch mit Bob Sheppard auf.  Als Leader veröffentlichte er Dreams, Thoughts & Poetry (mit Musik von Enrico Pieranunzi), Sardegna (2013) und die Alben A New Episode In Life; I & II (2017). Weiterhin bildete er ein kollaboratives Trio mit Enrico Pieranunzi und Jorge Rossy (Common View) und ist Mitglied des Lynne Arriale Trio. Mit diesen Gruppen produzierte er seit 2016 einige positiv besprochene Alben für Challenge Records. Im Duo mit Enrico Pieranunzi entstand zudem  das Album Voyage In Time, im Trio mit Pieranunzi und Gabriele Mirabassi das Album Traveller’s Way.
Somsen war überdies als Bassist an dem Album Close to Me der portugiesischen Sängerin Maria Mendes mit John Beasley und dem Metropole Orkest beteiligt, das 2020 mit einem Edison ausgezeichnet wurde. Mit John Helliwell erschien 2022 das Album Don’t Ever Leave Me. Mit seinen Studenten Lukas Mohl und Min Won gründete er ein Trio, das unter Mohls Namen das Album Speaking from the Heart vorlegte. Er ist auf mehr als 40 Alben zu hören.
Weiterhin erteilt er Unterricht und Masterkurse, auch an den niederländischen Hochschulen.